# China Open 2016
Il China Open 2016 è stato un torneo di tennis giocato sui campi di cemento all'aperto. È stata la 18ª edizione del torneo maschile, che appartiene al circuito ATP Tour 500 nell'ambito dell'ATP World Tour 2016, e la 20ª del torneo femminile facente parte della categoria Premier nell'ambito del WTA Tour 2016. Sia gli incontri maschili che quelli femminili si sono giocati all'Olympic Green Tennis Center di Pechino, Cina, dal 3 al 9 ottobre 2016.

## Partecipanti ATP

### Teste di serie
| Nazionalità | Giocatore             | Ranking* | Testa di serie |
| ----------- | --------------------- | -------- | -------------- |
| Regno Unito | Andy Murray           | 2        | 1              |
| Spagna      | Rafael Nadal          | 4        | 2              |
| Canada      | Milos Raonic          | 6        | 3              |
| Austria     | Dominic Thiem         | 10       | 4              |
| Spagna      | David Ferrer          | 12       | 5              |
| Francia     | Lucas Pouille         | 16       | 6              |
| Spagna      | Roberto Bautista Agut | 17       | 7              |
| Francia     | Richard Gasquet       | 18       | 8              |

* Ranking al 26 settembre 2016.

### Altri partecipanti
I seguenti giocatori hanno ricevuto una wildcard per il tabellone principale:
- Lu Yen-hsun
- Dominic Thiem
- Zhang Ze

Il seguente giocatore è entrato in tabellone con il ranking protetto:
- Florian Mayer

I seguenti giocatori sono passati dalle qualificazioni:

- Kyle Edmund
- Konstantin Kravčuk
- Adrian Mannarino
- John Millman

## Partecipanti WTA

### Teste di serie
| Nazionalità | Giocatrice               | Ranking* | Testa di serie |
| ----------- | ------------------------ | -------- | -------------- |
| Germania    | Angelique Kerber         | 1        | 1              |
| Spagna      | Garbiñe Muguruza         | 3        | 2              |
| Polonia     | Agnieszka Radwańska      | 4        | 3              |
| Romania     | Simona Halep             | 5        | 4              |
| Rep. Ceca   | Karolína Plíšková        | 6        | 5              |
| Stati Uniti | Venus Williams           | 7        | 6              |
| Spagna      | Carla Suárez Navarro     | 8        | 7              |
| Stati Uniti | Madison Keys             | 9        | 8              |
| Russia      | Svetlana Kuznecova       | 10       | 9              |
| Slovacchia  | Dominika Cibulková       | 12       | 10             |
| Regno Unito | Johanna Konta            | 13       | 11             |
| Svizzera    | Timea Bacsinszky         | 14       | 12             |
| Italia      | Roberta Vinci            | 15       | 13             |
| Rep. Ceca   | Petra Kvitová            | 16       | 14             |
| Russia      | Anastasija Pavljučenkova | 17       | 15             |
| Ucraina     | Elina Svitolina          | 18       | 16             |

* Ranking al 26 settembre 2016.

### Altre partecipanti
Le seguenti giocatrici hanno ricevuto una wild card per il tabellone principale:
- Duan Yingying
- Sabine Lisicki
- Peng Shuai
- Wang Qiang
- Zheng Saisai

Le seguenti giocatrici sono passate dalle qualificazioni:

- Lara Arruabarrena
- Louisa Chirico
- Nicole Gibbs
- Julia Görges
- Tatjana Maria
- Alison Riske
- Kateřina Siniaková
- Wang Yafan

## Campioni

### Singolare maschile
Andy Murray ha sconfitto in finale  Grigor Dimitrov con il punteggio di 6–4, 7–6(2).
- È il quarantesimo titolo in carriera per Murray, il quinto della stagione.

### Singolare femminile
Agnieszka Radwańska ha sconfitto in finale  Johanna Konta con il punteggio di 6–4, 6–2.
- È il ventesimo titolo in carriera per Radwańska, il terzo della stagione e secondo a Pechino.

### Doppio maschile
Pablo Carreño Busta /  Rafael Nadal hanno sconfitto in finale  Jack Sock /  Bernard Tomić con il punteggio di 6(6)–7, 6–2, [10–8].

### Doppio femminile
Bethanie Mattek-Sands /  Lucie Šafářová hanno sconfitto in finale  Caroline Garcia /  Kristina Mladenovic con il punteggio di 6–4, 6–4.